# Erich Rominger
Erich Rominger (* 3. Mai 1886 in Freiburg im Breisgau; † 28. Januar 1967 ebenda) war ein deutscher Pädiater.

## Leben
Rominger studierte an der Albert-Ludwigs-Universität Freiburg Medizin. 1906 wurde er Mitglied des Corps Suevia Freiburg. Nach dem Staatsexamen und der Promotion zum Dr. med. blieb er zur kinderärztlichen Ausbildung in Freiburg. 1920 habilitiert und seit 1924 a.o. Professor,  folgte er 1925 dem Ruf der Christian-Albrechts-Universität zu Kiel auf ihren Lehrstuhl für Pädiatrie. Er überstand die Weimarer Republik, die Zeit des Nationalsozialismus, den Zweiten Weltkrieg und die Nachkriegszeit in Deutschland. 1950 leitete er die 50. Jahrestagung der Deutschen Gesellschaft für Kinder- und Jugendmedizin. Im selben Jahr hielt er für seinen jüdischen Kollegen Albert Eckstein die Grabrede. Nach 29 Dienstjahren wurde er 1954 emeritiert. Er starb mit 81 Jahren in seiner Heimatstadt.